# حريق روما الكبير

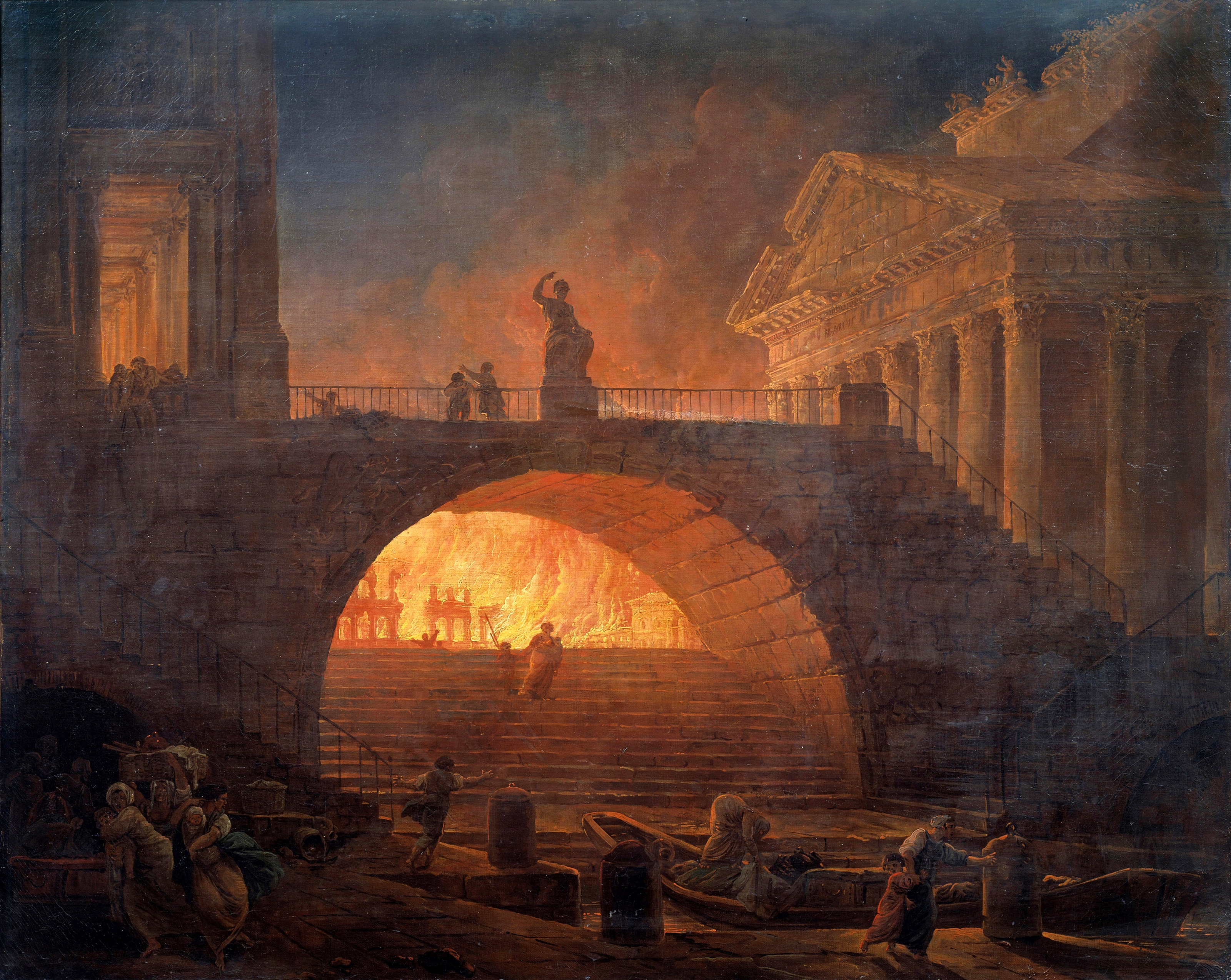
لوحة فنية عن حريق روما الكبير

حريق روما الكبير كان حريقًا كبيرًا دمر نحو ثلثي مدينة روما وذلك في سنة 64 ميلادية. وفقًا لتاسيتس فقد انتشر الحريق سريعًا واستمرت النيران مندلعة لمدة خمسة أيام ونصف. فيما لم تتضرر أربعة فقط من أحياء روما الأربعة عشر، حيث دمرت ثلاثة أحياء تمامًا فيما تعرضت سبعة أحياء لأضرار بالغة.
ذكر كاسيوس ديو أن الإمبراطور نيرون كان ينشد مقطعًا قديمًا من ملحمة شعرية من الأدب الإغريقي تعرف باسم «إلوبرسيس» (بالإنجليزية: Iliupersis) مرتديًا ثيابًا مسرحية وقت كانت المدينة تحترق. في حين ذكر تاسيتس أن نيرون كان موجودا في أنتيوم وقت وقوع الحريق، مضيفًا أن القول أن نيرون كان يعزف على القيثارة ويغني وقت الحريق هو مجرد كذبة.
ووفقًا لتاسيتس فانه ما أن علم نيرون بالحريق حتى عاد إلى روما لتنظيم المساعدات جراء الحريق، بل أنه قام بدفع أموال من ميزايته الخاصة. كما أنه قام بفتح قصوره الخاصة للناجين من الحريق كما أمر بتوفير الطعام للناجين. وفي أعقاب الحريق قام بوضع خطة تنمية جديدة للمدينة، بحيث لم تعد المنازل متلاصقة ببعضها وتم إعادة بناؤها من حجارة القرميد إضافة لطرق جديدة واسعة. كما قام نيرون ببناء قصر جديد عرف باسم دوموس أوريا "Domus Aurea" أو «البيت الذهبي» في منطقة كانت قد دمرت جراء الحريق. وقد زادت مساحة منطقة القصر عن 1.2 كيلومتر مربع.
وللحصول على الأموال اللازمة لإعادة البناء فرض مزيد من الضرائب على مقاطعات الإمبراطورية.

## خلفية

### نيرون
ولد سنة 38 ميلادية وقد أصبح نيرون أمبراطورًا سنة 54 ميلاديّة وهو بعمر 16 عامًا، وعرف عن ارتباط حكمهِ بشكلٍ عام بالتهوّر والاستبداد. في بداية حكمه، تلقّى النصائح كثيرًا، لكنه أصبح تدريجيا أكثر استقلالًا بشخصيته. في سنة 59 ميلادية، وبتشجيع من عشيقته بوبايا، قتل نيرو أمه. أُقيل سينيكا كبير مستشاريه وأُرغم على الانتحار. بعد وقوع حريق روما الكبير عام 64 ميلادية، قيل أن نيرو هو من أمر بإشعال الحريق من أجل إيجاد مساحةٍ لقصر جديد.

### تاسيتس
كان بوبليوس كورنيليوس تاسيتس سناتورًا رومانيًّا ومؤرّخًا للإمبراطورية الرومانية. لم يعرف تاريخ ولادته بالتحديد، لكن معظم المصادر ترجع أنه إما في 56 أو 57 ميلاديّة. غطت أعماله الرئيسية والتي تشمل كتابيّ الحوليات والتواريخ تاريخ الإمبراطورية من عام 14 وحتى عام 96 ميلاديّة. لكن الكثير من هذه الأعمال فٌقد، بما في ذلك الكتب التي تغطي الأحداث بعد السبعين ميلادية. كان يبلغ من العمر 8 سنوات فقط وقت الحريق، لكنه كان قادرًا على استخدام السجلّات العامة والتقارير لكتابة قصة دقيقة.

## اندلاع وانتشار النيران
قال تاسيتس أن الحريق بدأ في المحال التي خُزّنت فيها البضائع القابلة للاشتعال في منطقة المدرج المجاورة لتلال كايليان وبالاتين بروما. كانت الليلة عاصفة ومذرورة بالرياح الأمر الذي ساهم في انتشار النيران على طول المدرج. امتد الحريق إلى منطقة من الشوارع الضيقة والكتل السكنية القريبة. في هذه المنطقة المنخفضة من روما القديمة لم تكن هناك مبانٍ كبيرة مثل المعابد، أو مناطق مفتوحة من الأرض، لإيقاف الحريق. انتشرت النيران فيما بعد على منحدرات تلال كايليان وبالاتين. هرب السكان أوّلًا إلى المناطق التي لم تتأثر بالحريق ثم إلى الحقول المفتوحة والطرق الريفية خارج المدينة. أفيد بأن الناهبين ومشعلي الحرائق نشروا النيران عبر إلقاء الشعل أو تشكيل مجموعات تعوّق اتخاذ التدابير اللازمة لوقف أو إبطاء سير النيران. توقّف الحريق بعد ستّة أيام من الاشتعال المُتواصل، لكن سرعان ما اشتعلت النيران لثلاثة أيام أخرى.
من المحتمل أن المسيحيين كانوا ينظرون إلى النار باعتبارها بداية للحكم الأخير، الذي كانوا يتوقعونه في وقت قريب، وعلى هذا تجنبوا التدخل في تقدمه، وانضموا إلى أولئك الذين أعاقوا رجال الإطفاء، كما يصف تاسيتس.

## ما بعد الحادثة
وفقًا لتاسيتس، كان نيرون بعيدًا عن روما في أنسيو عندما اندلع الحريق. عاد نيرون إلى المدينة واتخذ إجراءاتٍ لتوفير الموادّ الغذائيّة والحدائق العامة والمباني العامة لإيواء المشردين. دُمّرت 3 مناطق بالكامل من أصل 14 منطقة في روما، وتحوّلت 7 مناطق أخرى إلى بضعة أطلال محروقة ومهترئة، ولم يتبق سوى 4 مناطق نجت من الحريق. دمر الحريق معظم ما كان في طريقه بسبب سوء جودة البناء، حيث دُمّر معبد جوبيتر ستاتور، وقصر نيرون، ومعبد دومس ترانسيتوريا.
دمّر الحريقُ أيضًا جزءًا من المنتدى الذي عاش فيه أعضاءُ مجلس الشيوخ الرومانيون وعملوا، لكن المركز التجاري المفتوح في وسط المنتدى نجا وأصبح مركزًا تجاريًّا. زاد من تفاقم اتهامات نيرون بإشعال النار سُرعته في إعادة بناء الأحياء المحترقة على الطريقة اليونانية وإطلاق بناء قصره الجديد. كان القصر الجديد المعروف باسم البيت الذهبي (بالإنجليزية:The Golden House) ضخمًا يغطي ثلث مساحة روما.

## روايات تاريخية مختلفة
تأتي الروايات التاريخية المختلفة للحدث من ثلاثة مصادر ثانوية -كاسيوس ديو، وسويتونيوس، وتاسيتس. لم تنجُ الروايات الأولية، التي من المحتمل أن تتضمن تواريخ كتبها فابيوس روستيس، وماركوس كلوفيوس روفوس، وبلينيوس الأكبر. هناك ست قصص منفصلة على الأقل تدور حول نيرون والنار:
- أرسل نيرون رجالًا يتصرّفون كالسكارى لإشعال النيران.[18]
- كان نيرون متحمّسًا لتدمير المدينة حتى يتمكن من تجاوز مجلس الشيوخ وإعادة بناء روما كما في مخيّلته.[11]
- أرسل نيرون الرجال علنًا لإشعال النار في المدينة. شوهد نيرون من برج ماكنس على تلة اسكيلين وهو يغني.
- أرسل نيرون رجالًا لإشعال النار في المدينة. كانت هناك شائعات غير مؤكدة بأن نيرون غنى من مسرح خاص خلال الحريق.[19]
- كان الحريق حادثًا وقع أثناء وجود نيرون في أنسيو.[20]
- تقول الشائعات أن نيرون أشعل النار. وعلى هذا، حتى يلام شخص آخر على هذه الواقعة (وبالتالي تبرئة نيرون)، قيل إن الحريق كان من طرف المسيحيين الذين لا يتمتعون بشعبية كبيرة.[21]